# Chemin de fer Madeira-Mamoré
Le chemin de fer Madeira-Mamoré est une ancienne ligne de chemin de fer construite en Amazonie brésilienne, entre 1907 et 1912, reliant l’actuelle ville de Guajará-Mirim et Porto Velho, afin de contourner l'obstacle à la navigation constitué par les nombreux rapides existant sur les rivières Mamoré et Madeira, cours d'eau tributaires de l'Amazone, entre ces deux points.

## Histoire
Sa construction est décidée par le traité de Petrópolis (1903) qui fait suite à la guerre de l'Acre voyant la Bolivie perdre d'importants territoires au bénéfice du Brésil. Cette infrastructure est une compensation pour la Bolivie, censée lui ouvrir la route vers l’Atlantique via le bassin amazonien et ainsi lui permettre d'écouler sa production, alors florissante, de latex de l’hévéa, matière première servant à fabriquer le caoutchouc naturel. 
Plusieurs milliers d'ouvriers trouvent la mort durant sa construction. La ligne est abandonnée définitivement en 1972.  